# Phyllanthus societatis
Phyllanthus societatis är en emblikaväxtart som beskrevs av Johannes Müller Argoviensis. Phyllanthus societatis ingår i släktet Phyllanthus och familjen emblikaväxter. Inga underarter finns listade i Catalogue of Life.